# نيكولاس ايمانويل فرنانديز
نيكولاس ايمانويل فرنانديز (بالإسبانية: Nicolás Emanuel Fernández)‏ (8 فبراير 1996 بسانتا في في الأرجنتين - ) هو لاعب كرة قدم أرجنتيني في مركز الوسط.

## وصلات خارجية
- نيكولاس ايمانويل فرنانديز على موقع قاعدة بيانات كرة القدم.إي يو (الإنجليزية)
- نيكولاس ايمانويل فرنانديز على موقع Soccerway.com (الإنجليزية)